# Pretoriana majestica
Pretoriana majestica là một loài ruồi trong họ Tachinidae.